# Beat Boys
Beat Boys foi um grupo brasileiro de rock, surgido em São Paulo (SP) em meados da década de 1960, formado pelos músicos argentinos Tony Osanah (guitarra e voz), Cacho Valdez (guitarra), Toyo (órgão), Willy Verdager (baixo) e Marcelo Frias (bateria).
Os integrantes se conheciam do lendário bar La Cueva, em Buenos Aires, que promovia apresentações de jazzistas como Lalo Schifrin e Gato Barbieri e de roqueiros como Los Gatos e os uruguaios Los Shakers. Imigraram para o Brasil, onde se apresentavam em casas noturnas de São Paulo com um repertório de pop/rock internacional da época. Acabaram por ser vistos por Guilherme Araújo, então empresário de de Caetano Veloso, que teve a ideia de convidar o grupo para participar na gravação e na apresentação de "Alegria, Alegria", de autoria de Caetano, no "III Festival de Música Popular Brasileira", da TV Record, em 1967, o que se tornou o marco principal da carreira da banda.
Realizado no Teatro Paramount (SP), o festival foi marcado pela presença dos Beat Boys e d'Os Mutantes (acompanhando Gilberto Gil em "Domingo no Parque"), sendo a primeira participação de grupos de rock em eventos desse tipo. No ano de 1968 o grupo lançou o disco Beat Boys pela gravadora RCA Victor.
Em 1973, do grupo, Marcelo Frias e Willy Verdager colaboraram para o primeiro álbum do Secos e Molhados.

## Integrantes
- Tony Osanah
- Cacho Valdez
- Toyo
- Willy Verdager
- Marcelo Frias

## Discografia[4][2]

### Álbum de estúdio
- Beat Boys (RCA Victor, 1968)

### Compactos
- Abre, Sou Eu / Canudinho (RCA Victor, 1967)
- Canção Que Ninguém Mais Cantou / Meu Tamborim (RCA Victor, 1968)
- Pobre Coração / Torta De Morangos (RCA Victor, 1968)

### Participações
- Alegria, Alegria / Remelexo (compacto de Caetano Veloso, faixa Alegria, Alegria. Philips, 1967)
- Caetano Veloso (álbum de Caetano Veloso, faixa Alegria, Alegria. Philips, 1967)
- Questão de Ordem / A Luta Contra a Lata ou a Falência do Café (compacto de Gilberto Gil, faixa Questão de Ordem. Philips, 1968)
- Gilberto Gil (álbum de Gilberto Gil, faixa Questão de Ordem. Philips, 1968)

### Coletâneas
- As Mais Quentes (faixa Wake Me, Shake Me. RCA Victor, 1968)
- Historia De La Musica Pop Española N°209 (faixas Wake Me, Shake Me, Abre, Sou Eu e Abrigo de Palavras em Caixas de Céu. El Cocodrilo, 1987)